# テスラ・サイバートラック
テスラ・サイバートラック（英語: Tesla Cybertruck）は、テスラ社が製造するフルサイズ電動ピックアップトラックである。

## 概要
テスラはサイバートラックを「トラックよりも実用的でスポーツカーよりも優れたパフォーマンス」と称している。
2019年11月に発表。当初、サイバートラックの生産は2021年度後半に開始する予定だったが、サプライヤー等の部品調達が遅れたことで生産が後ろ倒しとなり、再三にわたる発売延期を経て、2023年12月に購入者への納車が開始された。
仕様は、1モーター・後輪駆動のRWD（60,990ドル）、2モーター・全輪駆動のAWD（79,990ドル）、3モーターのサイバービースト（99,990ドル）の3モデル。0 - 100 kmの加速時間は、RWDが6.7秒、AWDが4.3秒、サイバービーストが2.7秒。
標準仕様の装着タイヤはピレリ(ピレリ)。

## エクステリア
サイバートラックのエクステリアはそのほとんどが直線で構成されている。これはボディパネルに「ウルトラハード 30X コールドロール ステンレススチール」と呼ばれるステンレス合金を使用していることが影響している。テスラと同じくイーロン・マスクがCEOを務めるスペースXのロケットにも採用されているもので、強固かつ耐久性に優れる反面、加工が困難という理由から直線的なデザインとなった。サイバートラックはこのステンレス合金製ボディ自体を骨格とするエクソスケルトン（外骨格）を採用している。
各部のガラスには、超強力ガラスとポリマーレイヤー複合材による「テスラ アーマーガラス」を採用している。2019年にサイバートラックが発表された際には車体の頑丈さをアピールするために、ボディをハンマーで叩く、鉄球をガラスに投げつける、といったパフォーマンスが行われた。ボディはへこまなかったが、鉄球を投げつけたガラス部分にはヒビが入るなどのハプニングも発生した。

## インテリア
前2席、後3席の5人乗りで、後席の下に収納スペースを設けている。ダッシュボードにはステアリングホイールと17インチのタッチスクリーンのみ設置されている。ステアリングホイールはレーシングカーのようなヨークステアリングを採用している。ダッシュボードは大理石のような外観をしており、紙・木部繊維・天然木顔料・非石油系樹脂から作られた紙複合材料で作られている。

## 安全性の懸念
サイバートラックの角ばったデザインと硬いステンレススチール製の外装は、歩行者や他の車両を傷つける可能性があるという懸念を生んだ。特に、「外骨格」外装の高い剛性について懸念が提起されており、クラッシャブルゾーンを減少させる可能性があり、背が高く平らなフロント部は、歩行者の脚の負傷の程度を重くする可能性があるという。
テスラは「トラックの構造が衝突時の衝撃を吸収する」として、このデザインを擁護している。また、マスクによればサイバートラックは米国の規制当局の審査を通過した。

## リコール
- 2024年
  - 2月、アンチロックブレーキシステムの警告灯の視認性が低い問題を受け、サイバートラックを含むテスラ車219万3869台の車両がリコール対象となった[8][9]。
  - 4月19日、アクセルペダルの不具合により衝突のリスクが高まるとして、3878台の車両がリコール対象となった[10]。国家幹線道路交通安全局によると、アクセルを強く踏み込んだ際にペダルパッドが外れて動かなくなり、急加速する可能性があるとしている。車両の組み立て時に、承認されていない潤滑剤を使用したことが原因とされる。リコール対象は、2023年11月の納車開始以降の車両ほぼ全数とみられる[10]。
  - 6月、ワイパーとトランクに関する不具合を受け、それぞれ約1万2000台の車両がリコール対象となった[8]。
  - 10月、リアビューカメラ画面に関するソフトウェアの不具合を受け、2万7185台の車両がリコール対象となった[8]。

## 関連した出来事
2024年8月、チェチェン共和国首長ラムザン・カディロフは、機関銃を搭載したサイバートラックに乗った動画を公開し、ウクライナで進行中のロシア軍による「特別軍事作戦」へ参加させる計画を明かした。カディロフは車両をイーロン・マスクから贈られたものであると述べたが、マスクはこれを否定した。カディロフの主張するところによれば、車両はその後ウクライナの戦闘地域で使用されたが、遠隔操作により動作を停止させられたとし、そのことについてマスクを非難した。
2025年1月1日、ネバダ州ラスベガスにあるトランプ・インターナショナル・ホテル・ラスベガスの車寄せに停っていたサイバートラックが爆発炎上し、運転手1人が死亡、近くにいた7人が負傷した。死亡した運転手であるアメリカ陸軍特殊部隊所属の男は、爆発前に車内で自殺していたとみられる。現場からはガソリンの容器や花火などが発見されており、マスクは爆発について、車両自体とは無関係で、積載されていた花火か爆弾によるものであると述べた。